# Anders Grimberg
Anders Jan-Eric Grimberg, född 29 september 1960 i Västra Skrävlinge församling, i Malmö, är en före detta svensk fotbollsspelare och numera svensk fotbollstränare. 
Anders Grimberg hade sina mest framgångsrika år som spelare under elva säsonger i Trelleborgs FF. Han räknas som en av klubbens främsta ikoner genom tiderna med sina 426 matcher och 111 mål. Grimberg var en offensiv, teknisk yttermittfältare som bland annat var med om att föra upp TFF i allsvenskan två gånger, -84 och -91. Han är hedersmedlem i klubben sedan många år, och han har inte gjort någon hemlighet av att TFF är klubben i hans hjärta.
Grimberg hade sin första sejour som tränare för Trelleborgs FF 2002–2004 då han och Ulf Larsson tog upp klubben till Allsvenskan. Han har även tränat Bunkeflo IF och IFK Malmö, där han genom serieseger tog upp IFK Malmö till division 1. Säsongen 2011 vann Grimberg division 2 Södra med IFK Klagshamn som seriesegrare men laget tvingades stanna kvar i division 2 på grund av ekonomiska skäl. Grimberg återkom som tränare för Trelleborgs FF under vårsäsongen 2012. I januari 2014 skrev han på för FC Höllviken. Den 27 oktober 2015 blev det klart att han skulle bli huvudtränare i Prespa Birlik. Men av det blev intet, utan han fortsatte som tränare i Höllviken till september 2016. I november 2016 skrev han på för FC Rosengård. Grimberg lämnade klubben i maj 2017.
I maj 2018 tog han över som huvudtränare i BK Olympic. Inför säsongen 2020 blev Grimberg klar för Lunds BK, där han blev delad huvudtränare med Ted Waltersson-Larsson. Inför säsongen 2021 återvände Grimberg till BK Olympic. Han förde klubben till en uppflyttning till Division 1 under säsongen 2021. Inför säsongen 2022 tog Grimberg över som huvudtränare i Torns IF. I maj 2022 lämnade han klubben.
Inför säsongen 2023 blev Grimberg klar som ny tränare i division 3-klubben BK Höllviken.